# ロス・チーバー
ロス・チーバー（Ross Cheever、1964年4月12日 - ）は、イタリア・ローマ生まれ、アメリカ合衆国国籍のレーシングドライバー。
全盛期に日本で活動し、当時同国では人気が高かった。特に、開幕戦・鈴鹿サーキットを得意とすることで知られた。元F1ドライバーのエディ・チーバーは実兄。

## プロフィール

### 来日前
元々はテニス選手志望だったが、サーキット走行での能力を見込まれレースに参戦するようになる。
1984年よりイギリス・フォーミュラ3選手権に参戦し、2年間で5勝をマーク。また1985年はニュージーランドFMにも参戦し、6勝でチャンピオンに輝いている。 翌1986年も参戦し、3勝を記録した。

### 来日後
1987年に来日。この年は全日本F3選手権にフル参戦、小河等とチャンピオン争いを繰り広げることとなった。最終的には4勝を挙げ、10ポイント差でチャンピオンに輝いている。同年、全日本F3000選手権のスポット参戦や、エイエ・エリジュとともにワコール・トヨタ・童夢87Cをドライブして全日本スポーツプロトタイプカー耐久選手権など、多数のレースに参戦した。
1988年より、全日本F3000に本格ステップアップ。この年は最高位は5位であり、ランキング9位に終わったものの、予選でF3000では初となるポール・ポジション（以下：PP）を獲得している。翌1989年には第2戦（富士スピードウェイ）で初優勝。これを含め最終戦時で計2勝、小河等と3ポイント差のランキング2位につけていた。最終戦は小河がトップ独走中にトラブルでリタイヤ、ロスが逆転王座を手中に収めたかに思われたが、最終ラップで前車のトラブルに巻き込まれ、ノーポイント。王座を逃している。
1990年はPP・勝利共に無し、ランキング8位の苦しいシーズンとなり、1991年も前半戦はノーポイントと不調だった。しかし後半戦に巻き返し、ポイントで片山右京を猛追。第9戦（鈴鹿）ではPPの片山をスタートで抜き、そのままトップを守ってシーズン3勝目を挙げた。片山は逆に後半戦になって調子を落としており、流れはロスにあるとの見解もあったが、最終戦（富士）では星野一義と接触しリタイヤ。ランキング2位に終わった。
1992年も開幕戦（鈴鹿）で優勝。その後は勝ち星を挙げられないながらも着実に成績を残し、ランキングトップだったフォルカー・ヴァイドラーの離脱もあって、最終戦（鈴鹿）の時点でチャンピオン争いに踏み留まっていた。既に自力のみでの獲得が無くなり優勝が絶対条件の中、予選でPPを獲得し逆転に望みを繋げたが、決勝では4位に終わりランキングは3位となった。
1993年は鈴鹿で2勝を挙げ、星野・エディ・アーバインとチャンピオン争いを展開、前年同様、優勝が絶対条件ながらチャンピオンの可能性を残し最終戦（鈴鹿）を迎えた。しかし予選でPPを獲得したものの、決勝はトーマス・ダニエルソンに次ぐ2位となり、同ポイントで並んだ星野・アーバインと1ポイント差のランキング3位に終わった(優勝回数の差で星野がチャンピオン)。
1994年にも鈴鹿で2勝を挙げ、特に開幕戦の鈴鹿は3年連続での優勝となった。この年もマルコ・アピチェラ、アンドリュー・ギルバート＝スコットらとチャンピオン争いを展開するが、ラスト3戦で全てノーポイントに終わり、ランキングは3位となった。結局全日本F3000ではチャンピオンを獲得出来ず、この年をもって帰国、日本でのキャリアを終えた。なお、チーバーの日本での成功意欲は非常に高く、「僕はシリーズタイトルを取りたいんだ。日本でトップを獲るまでは、日本を離れないよ(1993年3月)」との発言も残している。
2000年には兄エディが立ち上げたチーバー・レーシングからインディ500へ参戦している。

## エピソード
- 「日本は大嫌いであり、走っているのは金銭の為」と読売新聞[要文献特定詳細情報]のインタビューで話したことがある。これは来日間もない初年度の1987年5月10日、西日本サーキットにて行われた全日本F3000第3戦にスポット参戦、決勝レースでは自身2戦目のF3000レースにもかかわらず3位を走行していたが、自分より速いペースで追い上げてきた関谷正徳を巻き込む大クラッシュでリタイヤとなった(関谷はクラッシュの衝撃により一時意識を失った)。このレース後、関谷をはじめすぐ後方を走行していた松本恵二、長谷見昌弘と所属エントラントが「チーバーのブロックはフェアじゃない。スタンドから見えていないエリアでのブロックがひどくて一緒に走りたくない。最低レベルのマナーが守れないなら今後日本のレースへの参加を認めないように今日のレース競技長がJAFに要望を出すべきだ」と主張。チーバーは一斉に非難を受け、日本のレース関係者から差別されていると感じたことが発端となっている[2]。なおこの事故についての見解は当然のごとく分かれ、鮒子田寛（当時チーバーのマネージメントを担当）は「日本のカルチャーとは違う走りだったかもしれないが、芽を摘むようなことは良くないと思う」と発言。同じ3位グループの集団にいた星野一義はノーコメントで通し、誰のことも非難はしなかった。チーバー自身はこの翌週受けたインタビューにて「（レースでのアクシデントで相手を非難するのは）プロフェッショナルがすべきことじゃない。どんなレースでもベストなポジションでフィニッシュを目指すのがプロとしての僕の仕事だ。もし違反するような走り方だったならコントロールタワーからブラック&ホワイトフラッグ（非スポーツマン行為を行なったドライバーに対して使用される旗）が出されていたはず。セキヤがイン側に来てハードブレーキング、僕だって目一杯ハードブレーキングした。どうしようもなかったんだよ。僕は誰の悪口も絶対に言わない」とコメントした[3]。
- レースが終わった後では紳士で、ジョークのような周囲を楽しませる発言も多かった。1993年の全日本F3000開幕戦では星野一義を抑えての優勝で上機嫌だったこともあり、レース後記者会見の席で星野が「1周目の最終シケインで多分チーバーはシフトミスしたと思うんだけど、そこでチャージを仕掛けたけれど・・・」と言うとチーバーは、「ホシノサン、実は1周目だけじゃなく全周回ミスしてたんですよ」と話し会場を笑わせた。これは初導入したシーケンシャルギアボックスの熟成不足により、常にシフト操作に問題を抱えており事実でもあった[4]。
- エリオ・デ・アンジェリスの妹であるファビアーナと結婚したが、のちに離婚した。

### F1チームからのオファー
F3000での活躍により高く評価されていたが、F1参戦経験はない。しかしチーバーに対し、スポンサー持ち込みを条件にオファーが来たことはあり、1994年夏にはF1参戦中のシムテックと10月の日本グランプリ以後のシート獲得候補としてトム・クリステンセンと共に名前が報じられていたが、結果的にチームの望む金額のスポンサーフィーを持ち込んだ井上隆智穂がシムテックのシートを獲得し、チーバーのF1デビューは叶わなかった。
全日本F3000でタイヤを供給していたダンロップ・タイヤのモータースポーツ部長の京極正明が、「1年目はスポンサー持込でも、実力的に2年目は必ず一流チームから声がかかる」とF1チームとの交渉の席につくべきだとチーバーを説得したことがあった。しかし、「私はプロである以上、相手がそれにふさわしい契約金を持参したうえ、頭を下げて申し込まない限り出走しない。F1に乗せてやるからスポンサーを持ってこいというチームと真剣に話し合うつもりはない」と頑なに拒否したというエピソードがある。

## レース戦績

### イギリス・フォーミュラ3選手権
| 年     | チーム         | シャーシ     | エンジン | タイヤ | クラス | 1   | 2   | 3   | 4   | 5   | 6   | 7   | 8   | 9   | 10    | 11    | 12      | 13    | 14    | 15      | 16    | 17      | 18      | 順位 | ポイント |
| ------ | -------------- | ------------ | -------- | ------ | ------ | --- | --- | --- | --- | --- | --- | --- | --- | --- | ----- | ----- | ------- | ----- | ----- | ------- | ----- | ------- | ------- | ---- | -------- |
| 1985年 | Valcour Racing | ラルト・RT30 | VW       |        | A      | SIL | THR | SIL | THR | DON | ZOL | THR | THR | SIL | BRH 1 | SIL 4 | DON Ret | SNE 3 | OUL 4 | SIL DNS | SPA 1 | ZAN Ret | SIL Ret | 7位  | 28       |

### 国際F3000選手権
| 年     | チーム     | シャーシ    | エンジン       | タイヤ | 車番 | 1   | 2   | 3   | 4   | 5   | 6   | 7   | 8   | 9       | 10  | 11  | 順位 | ポイント |
| ------ | ---------- | ----------- | -------------- | ------ | ---- | --- | --- | --- | --- | --- | --- | --- | --- | ------- | --- | --- | ---- | -------- |
| 1986年 | ジョーダン | マーチ・86B | コスワース DFV | A      | 22   | SIL | VLL | PAU | SPA | IMO | MUG | PER | ÖST | BIR DNQ | BUG | JAR | NC   | 0        |

### 全日本F3選手権
1987年
- 出走：10回
- 優勝：4回
- ポールポジション：5回
- ファステストラップ：2回
- ランキング最高位：チャンピオン（1987年）

| 年     | チーム                    | シャシ        | エンジン    | タイヤ | 1     | 2     | 3     | 4     | 5     | 6      | 7     | 8     | 9     | 10    | 順位 | ポイント |
| ------ | ------------------------- | ------------- | ----------- | ------ | ----- | ----- | ----- | ----- | ----- | ------ | ----- | ----- | ----- | ----- | ---- | -------- |
| 1987年 | Panasonicフナキレーシング | レイナード873 | トヨタ 3S-G | D      | SUZ 4 | TSU 1 | FSW 2 | SUZ 1 | SUG 1 | SEN 15 | NIS 2 | TSU 4 | SUZ 3 | SUZ 1 | 1位  | 122      |

- 太字はポールポジション、斜字はファステストラップ。(key)

#### マカオグランプリF3
| 年     | チーム           | シャーシー/エンジン          | 予選 | ヒート1                         | ヒート2                         | 総合順位 |
| ------ | ---------------- | ---------------------------- | ---- | ------------------------------- | ------------------------------- | -------- |
| 1987年 | フナキレーシング | ラルト・RT30-86 トヨタ・3S-G | 26位 | 台風の影響により1ヒート制で開催 | 台風の影響により1ヒート制で開催 | 13位     |

### 全日本F3000選手権
1987年～1994年
- 出走：69回
- 優勝：10回
- ポールポジション：13回
- ファステストラップ：5回
- ランキング最高位：2位（1989年、1991年）

| 年     | エントラント                | シャシ                              | エンジン                    | タイヤ | 1       | 2       | 3       | 4       | 5       | 6       | 7       | 8       | 9       | 10      | 11      | 順位 | ポイント |
| ------ | --------------------------- | ----------------------------------- | --------------------------- | ------ | ------- | ------- | ------- | ------- | ------- | ------- | ------- | ------- | ------- | ------- | ------- | ---- | -------- |
| 1987年 | ダンロップ 童夢             | マーチ・87B                         | コスワース DFV ヤマハ・OX77 | D      | SUZ     | FSW 9   | NIS Ret | SUZ     | SUZ Ret | SUG Ret | FSW     | SUZ 13  | SUZ     |         |         | 17位 | 2        |
| 1988年 | ワコールダンロップ童夢      | マーチ・87B/88B/88D レイナード・88D | コスワース・ヤマハ・OX77    | D      | SUZ 6   | FSW 8   | NIS 12  | SUZ Ret | SUG 14  | FSW 6   | SUZ 5   | SUZ Ret |         |         |         | 10位 | 4        |
| 1989年 | ワコールダンロップ童夢      | レイナード・88D / 89D               | 無限・MF308                 | D      | SUZ 11  | FSW 1   | NIS 1   | SUZ 2   | SUG Ret | FSW 10  | SUZ 2   | SUZ 12  |         |         |         | 2位  | 30       |
| 1990年 | ワコールダンロップ童夢      | レイナード・90D ローラ・T90/50      | 無限・MF308                 | D      | SUZ 2   | FSW DNS | NIS Ret | SUZ Ret | SUG 6   | FSW Ret | FSW 6   | SUZ Ret | FSW 10  | SUZ Ret |         | 8位  | 8        |
| 1991年 | プロミスTeam Le Mans        | レイナード・91D                     | 無限・MF308                 | B      | SUZ Ret | AUT Ret | FSW 12  | MIN Ret | SUZ 11  | SUG 1   | FSW Ret | SUZ 1   | FSW C   | SUZ 1   | FSW Ret | 2位  | 27       |
| 1992年 | プロミスTeam Le Mans        | レイナード・92D                     | 無限・MF308                 | B      | SUZ 1   | FSW Ret | MIN Ret | SUZ 2   | AUT 13  | SUG 3   | FSW 17  | FSW 2   | SUZ DNS | FSW 6   | FSW 4   | 3位  | 29       |
| 1993年 | プロミス&レイナード ルマン  | レイナード・93D                     | 無限・MF308                 | B      | SUZ 1   | FSW Ret | MIN 4   | SUZ 9   | AUT C   | SUG 3   | FSW C   | FSW 12  | SUZ 1   | FSW 7   | SUZ 2   | 3位  | 31       |
| 1994年 | JVC/ユニマット Team Le Mans | レイナード・94D                     | 無限・MF308                 | B      | SUZ 1   | FSW 3   | MIN 5   | SUZ 2   | SUG 4   | FSW 7   | SUZ 1   | FSW Ret | FSW Ret | SUZ 7   |         | 3位  | 33       |

- 太字はポールポジション、斜字はファステストラップ。(key)

### アメリカン・オープンホイール

#### インディライツ
| 年     | チーム               | シャーシ    | エンジン   | シリーズ | 1    | 2   | 3   | 4   | 5   | 6     | 7     | 8     | 9    | 10  | 順位 | ポイント |
| ------ | -------------------- | ----------- | ---------- | -------- | ---- | --- | --- | --- | --- | ----- | ----- | ----- | ---- | --- | ---- | -------- |
| 1986年 | Brian Stewart Racing | マーチ・86A | ビュイック | ARS      | PHX1 | MIL | MEA | TOR | POC | MDO 3 | ROA 4 | LS 15 | PHX2 | MIA | 14位 | 33       |

#### CART
| 年     | チーム                           | シャーシ                      | エンジン          | 1   | 2   | 3   | 4    | 5   | 6      | 7      | 8   | 9   | 10  | 11     | 12     | 13      | 14  | 15  | 16 | 順位 | ポイント | Ref   |
| ------ | -------------------------------- | ----------------------------- | ----------------- | --- | --- | --- | ---- | --- | ------ | ------ | --- | --- | --- | ------ | ------ | ------- | --- | --- | -- | ---- | -------- | ----- |
| 1992年 | A.J.フォイト・エンタープライゼス | ローラ・T91/00 ローラ・T92/00 | シボレー-イルモア | SRF | PHX | LBH | INDY | DET | POR 11 | MIL 20 | NHA | TOR | MCH | CLE 25 | ROA 25 | VAN Wth | MDO | NAZ | LS | 32位 | 2        | [ 8 ] |

#### インディ・レーシング・リーグ
| 年     | チーム           | シャーシ      | エンジン                    | 1   | 2   | 3   | 4        | 5   | 6    | 7   | 8   | 9   | 順位 | ポイント | Ref   |
| ------ | ---------------- | ------------- | --------------------------- | --- | --- | --- | -------- | --- | ---- | --- | --- | --- | ---- | -------- | ----- |
| 2000年 | チーム・チーバー | ダラーラ・IR0 | インフィニティ・VRH35ADE V8 | WDW | PHX | LVS | INDY Wth | TXS | PPIR | ATL | KTY | TX2 | NC   | –        | [ 9 ] |

### ル・マン24時間レース
| 年     | チーム                 | コ・ドライバー          | 使用車両      | クラス | 周回 | 総合順位 | クラス順位 |
| ------ | ---------------------- | ----------------------- | ------------- | ------ | ---- | -------- | ---------- |
| 1989年 | トヨタ・チーム・トムス | 小河等 パオロ・バリッラ | トヨタ・89C-V | C1     | 45   | DNF      | DNF        |